# Хуун-Хуур-Ту
Хуун-Хуур-Ту (тув. Хүн Хүртү) — российская музыкальная этно-группа из Тывы. Одним из отличительных элементов их музыки является широкий набор стилей и исполнение тувинского горлового пения (хоомей).
Группа использует инструменты: игил, хомус, дошпулуур, тунгур (шаманский бубен), и другие.

## История
Хоомей-квартет под первоначальным названием «Кунгуртук» основали в 1992 году Кайгал-оол Ховалыг, братья Александр и Саян Бапа и Альберт Кувезин. Спустя некоторое время группа изменила своё название на Хуун-Хуур-Ту. Направленностью их творчества стало возрождение тувинской песни и музыкального наследия.
Исходно ревивалистский коллектив, «Хуун-Хуур-Ту» в дальнейшем позволяли эксперименты с инструментами и мелодиями других культур, но категорически не использовали модернизированные формы тувинских инструментов.
В 1993 году часть участников «Хуун-Хуур-Ту» и ансамбля «Тува» совершили поездку в США.
В 1993 году группа выпустила свой первый альбом «60 Horses In My Herd». Альбом был записан на студии в Лондоне и в Милл-Валли (США, Калифорния). К тому времени, когда началась запись следующего альбома, Альберт Кувезин покинул группу для совмещения тувинского горлового пения и шаманской поэзии с более «современным» электронным звучанием, что нашло отражение в электронном проекте, а затем рок-группе Yat-Kha. Кувезина заменил Анатолий Куулар. Новый альбом был записан в Нью-Йорке, а также в Москве и выпущен в 1994 году.
В 1995 году Александр Бапа покинул группу. Его заменил Алексей Сарыглар, бывший член российского государственного ансамбля «Сибирский сувенир». Третий альбом, «If I’d Been Born An Eagle», вышел в 1997 году. На этот раз в дополнение к народной музыке группа исполняет также тувинские песни второй половины XX века.
В начале 1999 года группой выпущен четвёртый альбом, «Where Young Grass Grows». В записи этого альбома приняли значительное участие музыканты с инструментами, не принадлежащими к тувинской культуре: арфа, шотландские малые волынки и синтезатор.
В 2000 году группа приняла участие в BBC Live Music, отыграв вживую в начале и в конце фестиваля.
В следующем году группа выпустила свой первый концертный альбом.
В 2003 году Куулар ушёл из группы и его заменил Андрей Монгуш.
В 2004 году группа выпустила альбом «Altai Sayan Tandy-Uula» совместно с продюсером и звукорежиссёром Андреем Самсоновым, известным своим оригинальным подходом к аранжировкам. Альбом отличается от предыдущих работ группы приглушенным электронным оформлением традиционных тувинских мелодий.
В 2006 году была номинирована на самую престижную ежегодную премию в мире этно-музыки «World Music Award».
В 2009 году группа выпустила новый альбом «Eternal» совместно с американцем Карменом Риццо. Eternal объединяет народные инструменты Тувы с продвинутой американской электроникой. В этом же году группа совместно с пермским хором «Млада» впервые исполнила программу «Дети выдры» на стихи Велимира Хлебникова.
В 2011 году группа приняла участие в международном фестивале world music «Голос кочевников» в Бурятии.

## Список составов группы
| Кунгуртук (1992), Хуун-Хуур-Ту (1993—1994)                            |
| --------------------------------------------------------------------- |
| - Кайгал-оол Ховалыг - Александр Бапа - Саян Бапа - Альберт Кувезин   |
| Хуун-Хуур-Ту (1994—1995)                                              |
| - Кайгал-оол Ховалыг - Александр Бапа - Саян Бапа - Анатолий Куулар   |
| (1995—2003)                                                           |
| - Кайгал-оол Ховалыг - Алексей Сарыглар - Саян Бапа - Анатолий Куулар |
| (2003—2005)                                                           |
| - Кайгал-оол Ховалыг - Алексей Сарыглар - Саян Бапа - Андрей Монгуш   |
| (с 2005 года)                                                         |
| - Кайгал-оол Ховалыг - Алексей Сарыглар - Саян Бапа - Радик Тюлюш     |

## Дискография
- 1993 — 60 Horses In My Herd
- 1994 — The Orphan’s Lament
- 1997 — If I’d Been Born An Eagle
- 1999 — Where Young Grass Grows
- 2001 — Live 1
- 2001 — Live 2
- 2001 — Best * Live
- 2003 — More Live
- 2003 — Spirits from Tuva
- 2004 — Altai Sayan Tandy-Uula
- 2009 — Eternal (продюсер Кармен Риццо, англ. Carmen Rizzo)
- 2024 — Dreamers in the Field (совместная работа с Карменом Риццо и Дхани Харрисоном)

## Критика
- Артемий Троицкий в своей книге называет группу Хуун-Хуур-Ту наряду с Ансамблем Дмитрия Покровского «двумя единственными реальными звёздами» фолк-музыки в России[5].
- Алексей Еременко, Звуки.ру: «Это катарсис, честное слово»[6].
- Журнал «Огонёк» назвал музыкантов «самой знаменитой в мире российской группой»[7].
- Журнал «Музыкальная жизнь» писал о музыкантах, как о «бесспорных лидерах этномарафона»[8].
- Журнал «Этнографическое обозрение»: «всемирно известный ансамбль»[9].

## Галерея

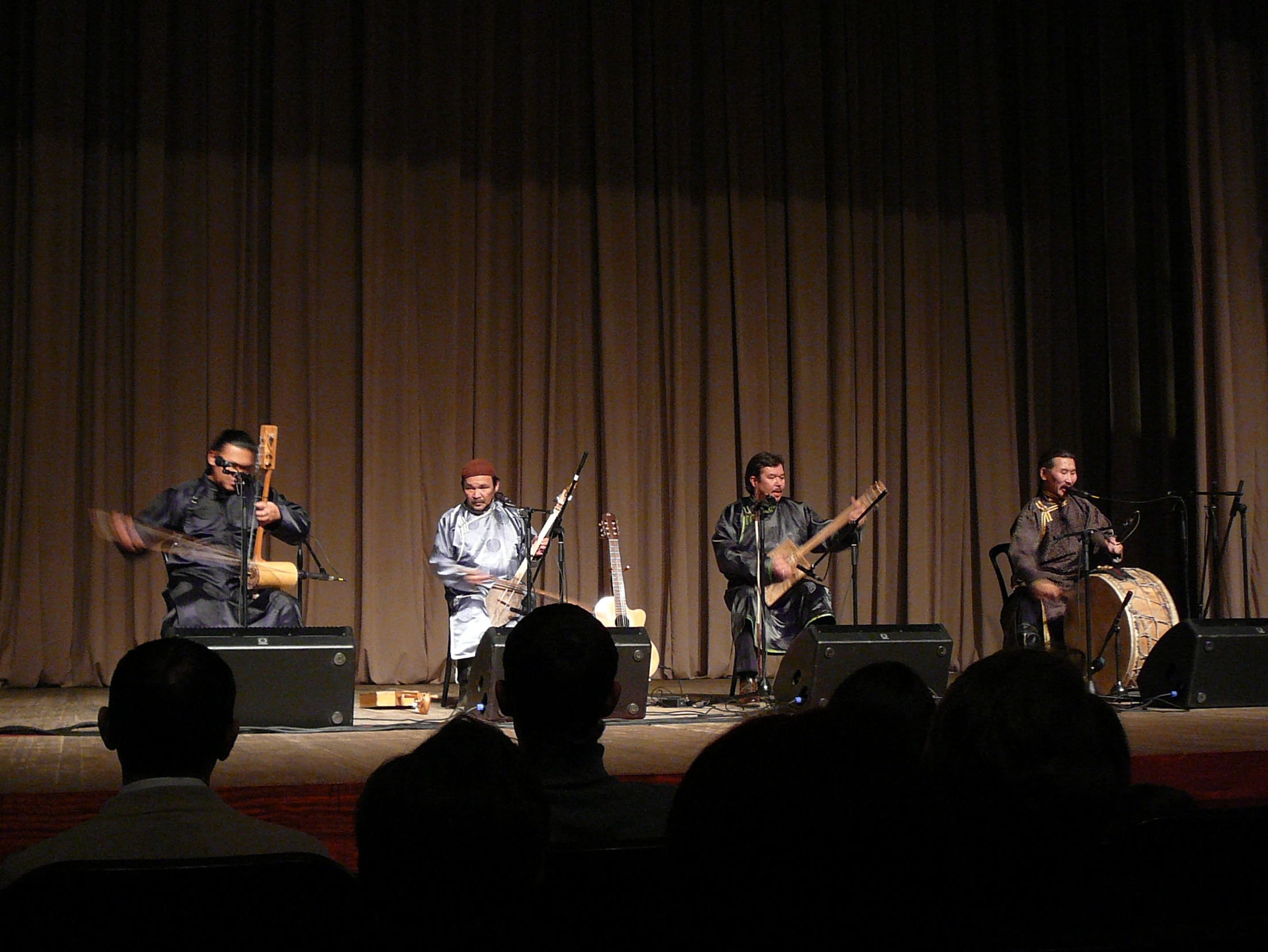
На концерте в Тюменской филармонии 28 октября 2012 года: Радик Тюлюш, Кайгал-оол Ховалыг, Саян Бапа, Алексей Сарыглар
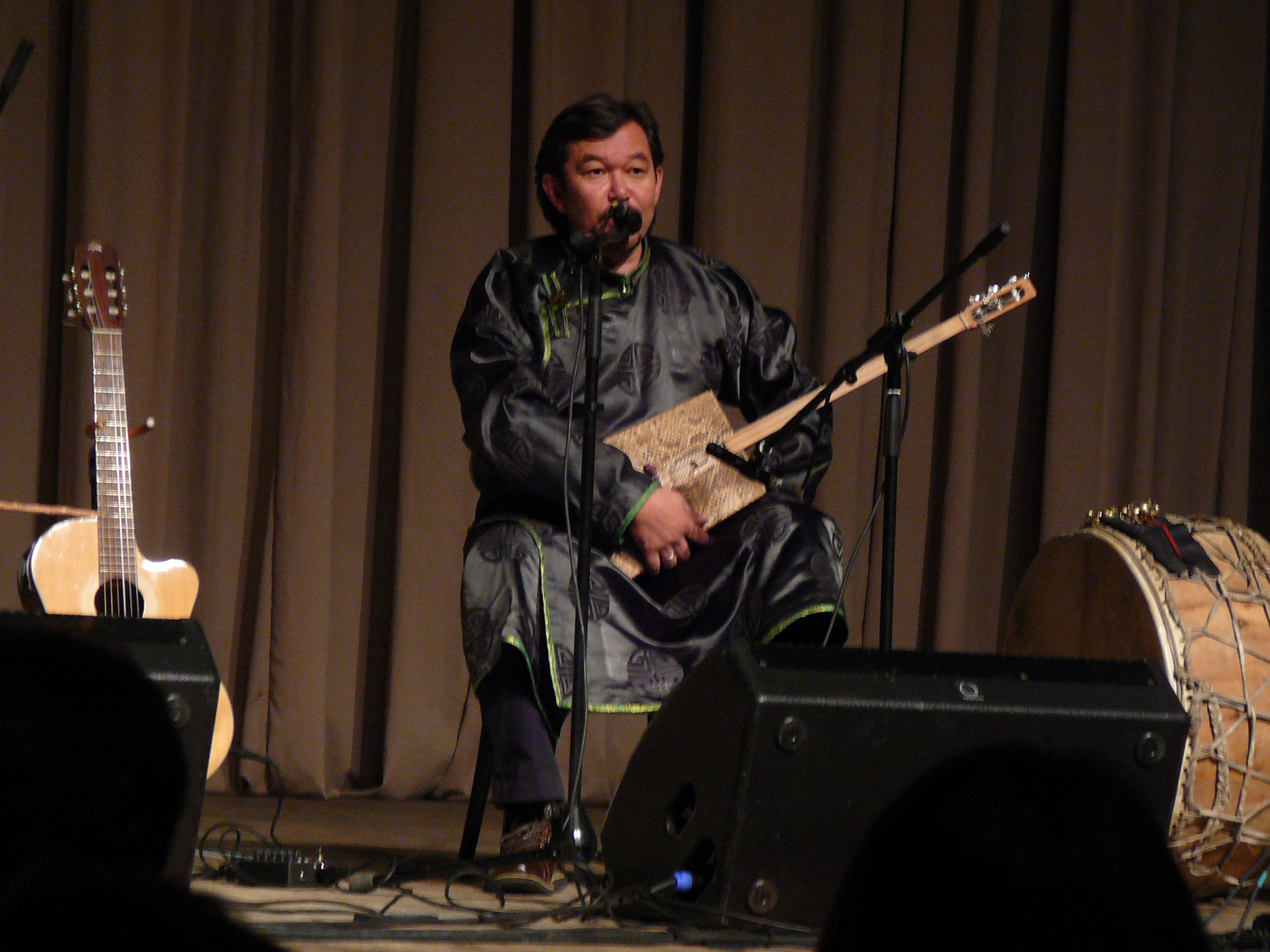
Саян Бапа
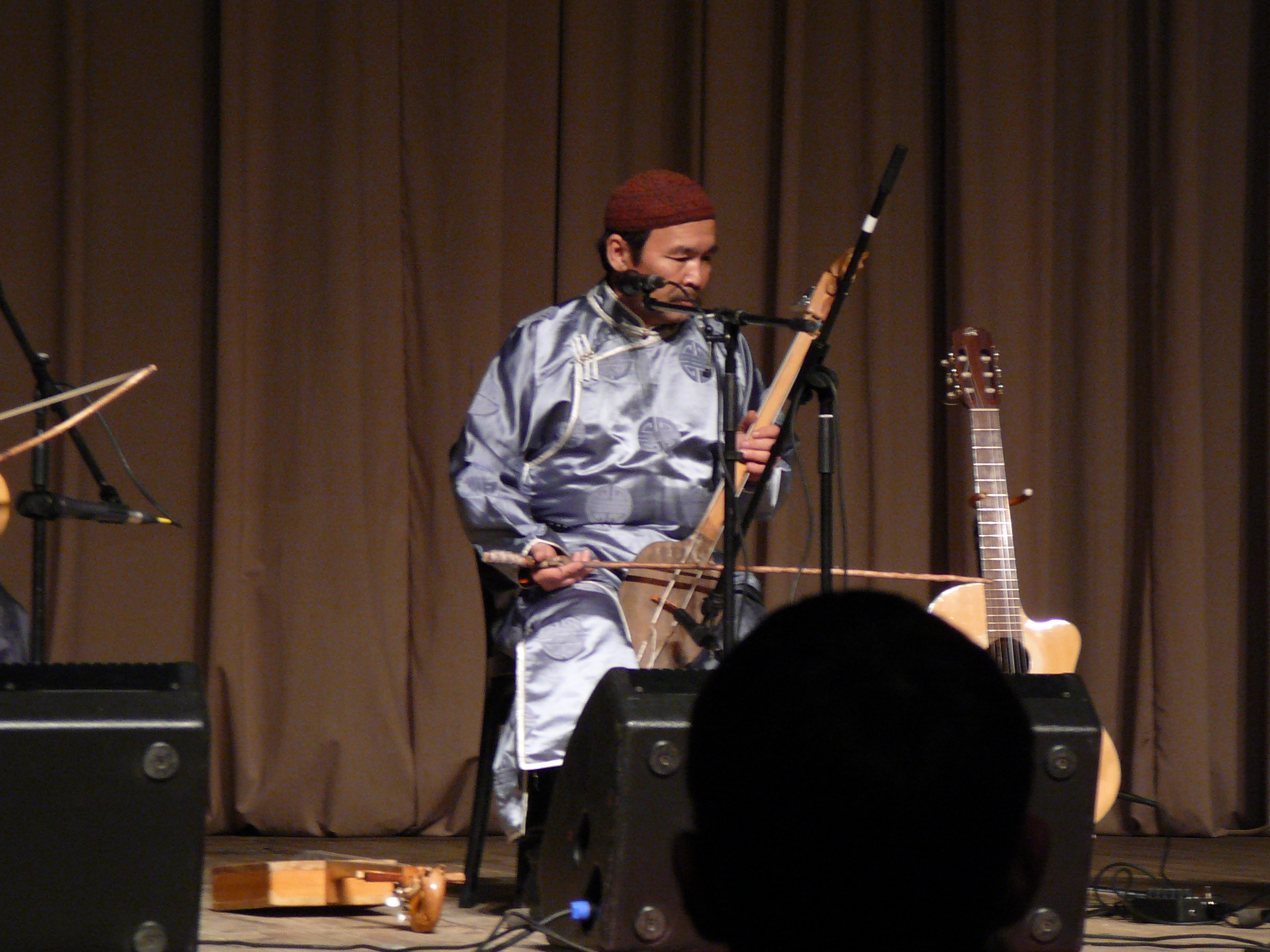
Кайгал-оол Ховалыг
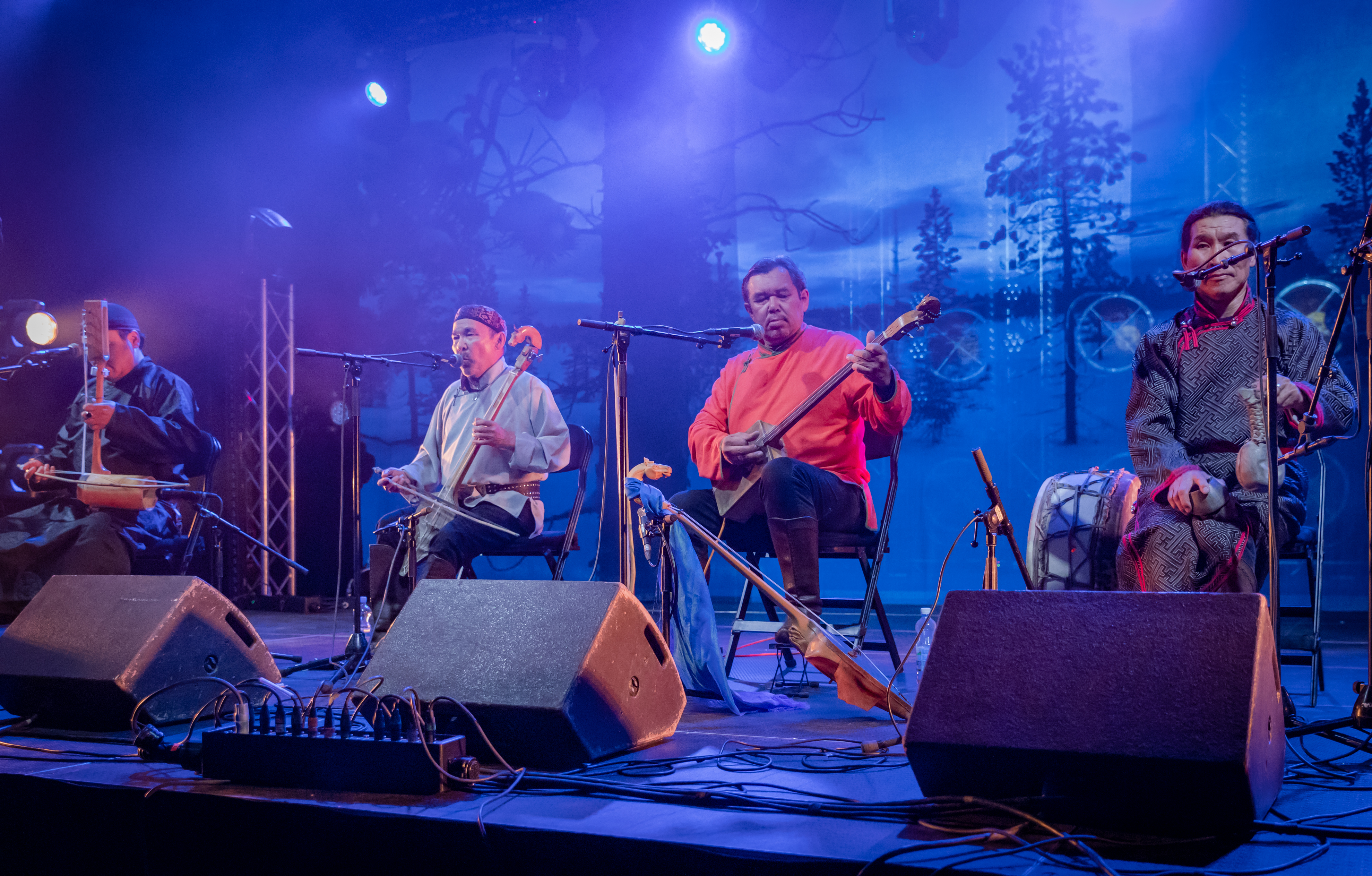
на фестивале в Хельсинки, 2018 год
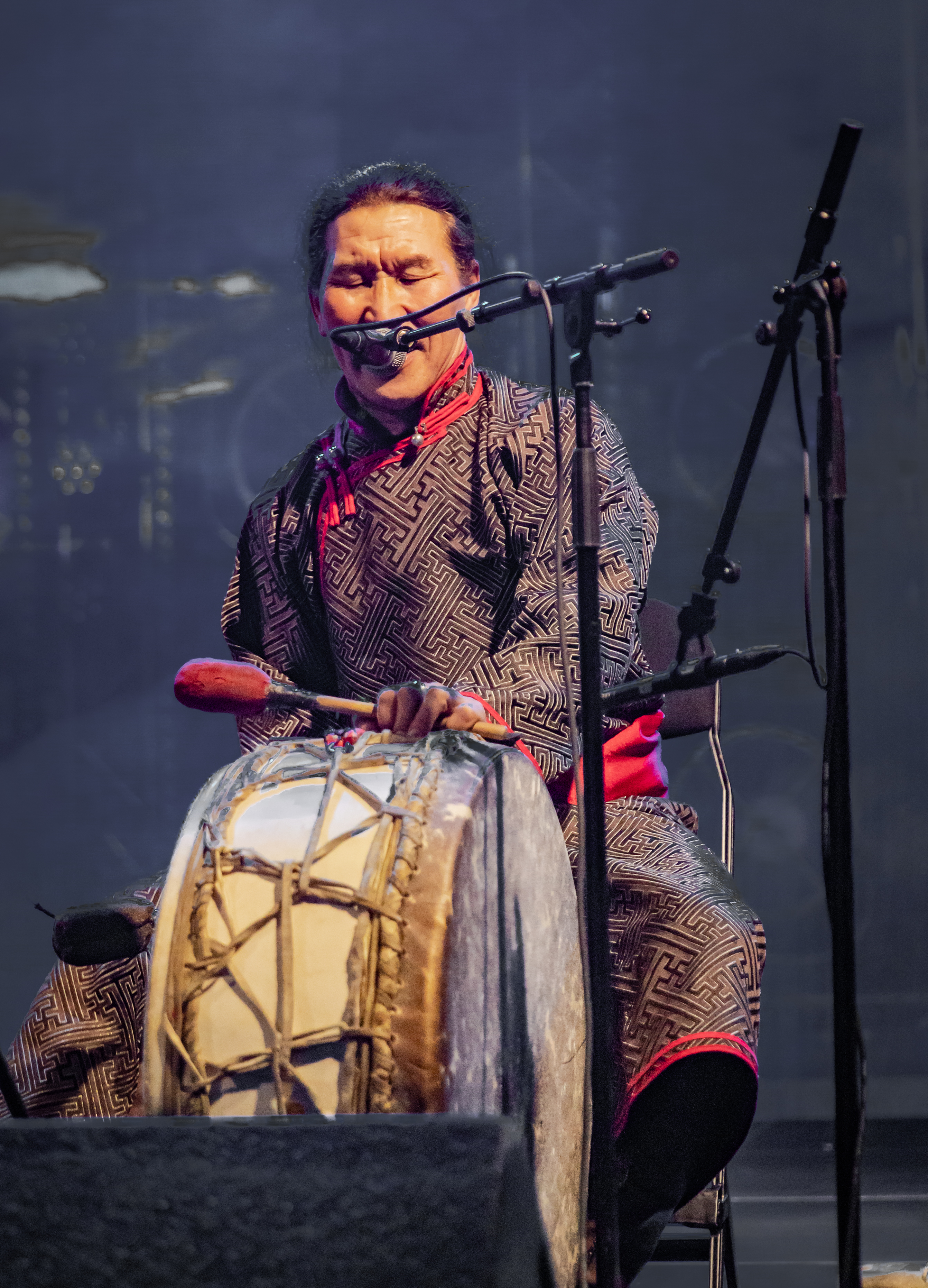
Алексей Сарыглар